# Lothar H. Wieler
Lothar H. Wieler (Königswinter, 8 de febrero de 1961) es un veterinario e investigador alemán. Especialista en Microbiología, desde marzo de 2015 preside el Instituto Robert Koch (RKI), la institución federal alemana encargada del control y prevención de enfermedades.  Durante la pandemia de coronavirus de COVID-19 en 2020, tuvo una importante labor ante los medios de comunicación del país. 

## Biografía
Wieler estudió Veterinaria en la Universidad Libre de Berlín y se doctoró en la Universidad de Múnich. Desarrolló su actividad académica y profesional en las universidades de Ulm, Múnich i Giessen, donde se especializó en las enfermedades infecciosas y en higiene animal. Es catedrático de Microbiología y Epizootia en la Universidad Libre de Berlín.